# كلارنس نيكمان
كلارنس نيكمان (بالإنجليزية: Clarence Knickman)‏ مواليد 23 يونيو 1965 في جامايكا، نيويورك، هو دراج أمريكي سابق. سبق أن شارك في دورة الألعاب الأولمبية الصيفية وفاز بميدالية أولمبية.

## الميداليات
| الميدالية | المسابقة                       |
| --------- | ------------------------------ |
| برونزية   | الألعاب الأولمبية الصيفية 1984 |

## روابط خارجية
- كلارنس نيكمان على موقع أرشيف الدراجات (الإنجليزية)
- كلارنس نيكمان على موقع إحصائيات الدراجات الإحترافية (الإنجليزية)
- كلارنس نيكمان على موقع أوليمبيديا (الإنجليزية)